# Réchid Saffet Atabinen
Réchid Saffet Atabinen ou Reşit Saffet Atabinen, né le 4 septembre 1884 à Constantinople et mort le 2 février 1965 dans la même ville (renommée officiellement Istanbul en 1930), est un haut-fonctionnaire, diplomate et homme politique turc, journaliste, écrivain et conférencier. 
Sa carrière traverse l'époque de la fin de l'Empire ottoman et de la mise en place de la République de Turquie.

## Biographie

### Jeunesse et études
Il naît à Constantinople de mère française. Son grand père était médecin major dans la marine de guerre française tandis que son père, Saffet Bey Atabinen (1858-1939) était soliste et chef de la musique du Palais impérial de Constantinople, après avoir étudié la musique au conservatoire de Paris vers 1876 (avec le professeur Théodore Dubois[réf. nécessaire].
Il suit ensuite sa formation au lycée Saint-Joseph de Constantinople (tr) (lycée franco-turc), puis à Paris, en 1902-1905, à l'École libre des sciences politiques, où il aurait été marqué intellectuellement par Hippolyte Taine et Albert Sorel. Turc et parfaitement francophone à cette époque où la langue française est encore la langue diplomatique, il commence alors une carrière dans ce domaine.

### Parcours professionnel
De 1906 à 1915, il est attaché au bureau de la Correspondance étrangère de la Turquie, à une époque où l'Empire est engagé défensivement dans de nombreuses négociations. De 1912 à 1920, il est directeur du cabinet des sept ministres des finances du gouvernement du sultan des Turcs (Sublime Porte).
À partir de 1916, il est le premier secrétaire de légation aux ambassades de Turquie à Bucarest, Washington, Téhéran et Madrid. En 1917, il devient membre chargé de l'indemnité du Conseil de l'État.
En 1922, il est secrétaire général de la délégation turque à la Conférence de la paix à Lausanne. L'année suivante, il devient conseiller à la Banque française des pays de l'Est.
De 1927 à 1934, il est député de Kocaeli.

### Autres activités
Parallèlement, il a été l'un des fondateurs en 1923 du Touring and Automobile Club of Turkey (en) et son premier président (1923-1965); enfin, il a été élu correspondant de l'Académie des sciences morales et politiques (française) en 1959 (section histoire et géographie).
Il a été en outre :
- Président du comité national olympique (1933-1936) ;
- Membre du Conseil de la Ligue balkanique ;
- Membre fondateur de la Société d’histoire turque ;
- Président d’honneur-fondateur de l’Association culturelle franco-turque.

C'est un des concepteurs et premiers exécutants des politiques suivies par la Turquie kémaliste, après avoir travaillé avec les dirigeants de l'Ancien Régime.
Il a joué un rôle important probablement sur deux plans : 
- Le plan de l'action politique et de la propagande, par l'affirmation du point de vue turc auprès de l'opinion européenne et pour contrer l'influence grecque, depuis les guerres balkaniques et jusqu'au réveil de la question chypriote, dans les années 50. Il a été l'avocat passionné et même véhément de la cause turque auprès de l'opinion occidentale insistant sur le passé commun qui lie l'ancienne Turquie, ottomane voire touranienne et une grande partie de l'Europe. L'âge venu, son activité s'est tournée vers l'histoire[4].
- Le plan de l'action économique et financière, d'autre part. Il semble être l'un des promoteurs du développement de l'économie turque par le tourisme, dont il est l'un des organisateurs avec son touring club qui organise des rallyes, publie cartes routières et guides touristiques, participe à l'équipement des routes, promeut des écoles de langue et de guides interprètes. Il joue aussi un rôle d'influence par son journal financier.

En fin de compte il a été comme disent les Allemands un « Bruckenbauer », un passeur entre l'ouest (et la France en particulier) et la Turquie, entre le journalisme et la politique, le monde économique et la politique. Il renouvelle la vieille fonction de drogman de l'Empire Ottoman.

## Publications
- 1906 : L'effort ottoman, Paris
- 1907 : L'agitation bulgare, Paris
- 1906-1911 : Mélanges littéraires et politiques, Constantinople, 3 vol.
- 1911 : Les Turcs de Perse, Budapest
- 1913 : Cours d’histoire des finances ottomanes (en turc)
- 1916 : Raisons de la Grande-guerre (en turc)
- 1918 : Lettres ouvertes à Clemenceau, Genève, 1918
- 1919 : Le prolétariat turc à la conférence socialiste internationale de Berne
- 1919 : Turcs et arméniens, 2 volumes, Genève[5]
- 1921 : L'occupation grecque de Smyrne
- 1927 : Bilan économique et financier de la Turquie, Ankara
- 1931 : Les anciens turcs en Europe (en turc)
- 1934 : La politique économique de la Turquie Kémaliste, Paris
- 1936 : Les caractéristiques de l'architecture turque, Paris
- 1936 : Les turcs disparus (en turc)
- 1938 : Études turco-italiennes
- Décembre 1940 : Lamartine, conférence à Istanbul pour le 150e anniversaire de la naissance de Lamartine
- 1950 : Contributions turques à la sécurité et à la civilisation méditerranéennes
- 1950 : Pierre Loti, héroïque ami des Turcs
- 1952 : Recherches sur les origines de la légende de Troie (en turc)
- 1952 : Les apports turcs dans le peuplement et la civilisation de l'Europe orientale
- 1954 : Les Turcs à Constantinople du Ve au XVe siècle
- 1956 : Les Turcs occidentaux et la Méditerranée
- 1957 : The Cyprus Question
- Août 1957 : Lettre ouverte à Lord Salisbury
- 1958 : Révisions historiques
- 1964 : L'attitude de l'Occident vis-à-vis des Turcs et des Grecs, Istanbul
- 1964 : Nouvelle politique économique de la Turquie kemaliste
- Articles publiés dans Le Figaro, Le Temps, L'Éclair, L'Ère Nouvelle, Le Journal des débats, Le Mercure de France. Il a été rédacteur en chef du Levant Hérald (dès 1906), et à certains moments rédacteur en chef de l'Économiste d'Orient (environ entre 1919 et 1950)[6].

## Prix et décorations
- Grand Cordon du Lion et du Soleil (Iran Pahlavi)
- Décoré par le pape Alphonse XIII
- Officier de la Légion d'honneur
- Prix de la langue-française 1957 de l'Académie française